# Excel Saga
Excel Saga (jap. エクセル・サーガ Ekuseru Sāga) – manga autorstwa Kōshiego Rikudō.
Na jej podstawie powstała 26-odcinkowa komediowa seria anime, której premierowa emisja miała miejsce od 7 października 1999 do 30 marca 2000 na antenie TV Tokyo. Excel Saga stworzona została przez studio J.C.Staff. Każdy odcinek utrzymany jest w innej konwencji, parodiując zwykle jeden z gatunków anime. W japońskiej telewizji pokazano tylko 25 odcinków, ponieważ ostatni epizod, zatytułowany Yari sugi zawierał zbyt wiele kontrowersyjnych scen (zamierzonych przez twórców).

## Fabuła
Seria opowiada o próbach zdobycia władzy nad światem przez organizację ACROSS, dowodzoną przez Lorda Il Palazzo. Próba przejęcia władzy zaczyna się od zdobycia władzy w mieście F w japońskiej prefekturze F. Główne bohaterki to para dziewczyn zatrudnionych przez Il Palazzo – Excel i Hyatt.

## Bohaterowie

### Organizacja ACROSS
Excel (エクセル Ekuseru)
Excel jest bardzo energiczną i wysoce nadpobudliwą dziewczyną, wierną organizacji ACROSS i Lordowi II Palazzo. W Palazzo jest nawet zakochana i myśli, że on to odwzajemnia. Excel ma rude włosy i zielone oczy. Cechuje ją entuzjazm i ekspresja, często ją ponosi. Już w pierwszym odcinku zostaje potrącona przez ciężarówkę i na chwilę umiera, co zdarza się jej później wielokrotnie. Excel na początku nie toleruje Hyatt, jednak z czasem się do niej przyzwyczaja (a nawet czasami musi ją ratować!). Przez jakiś czas miała dwa sumienia: Dobre Sumienie Excel i Złe Sumienie Excel, aż w końcu Dobre zastrzeliło Złe i samo zostało aresztowane.
Hyatt (ハイアット Haiatto)
W przeciwieństwie do Excel, Hyatt nie posiada takich cech jak ekspresja czy entuzjazm, jest raczej bardzo cichą i nieśmiałą dziewczyną. W drugim odcinku została odmrożona przez stworki Puciu-Puciu z kilkusetletniego snu i nie wie nic o współczesnym świecie. Hyatt bardzo podoba się Lordowi II Palazzo, o czym Excel nie ma pojęcia. W jednym z odcinków zakochuje się w niej nawet jeden z trzech sąsiadów Excel. Dziewczyna ma problemy ze zdrowiem (prawdopodobnie cierpi na gruźlicę, z czego powodu często kaszle krwią) i często wręcz jest nieżywa. Hyatt ma fioletowo-granatowe włosy i brązowe oczy.
Lord II Palazzo (イルパラッゾ Iruparazzo)
Dowódca organizacji ACROSS i obiekt westchnień Excel. Ma białoszare włosy i złote oczy. Z początku interesował się Excel (a nawet czytał mangę), ale potem jakoś mu się znudziła i teraz jest zapatrzony w Hyatt. W wolnym czasie przeważnie siedzi na tronie, czyta gazetki lub gra na gitarze.

### Pozostali
Menchi (メンチ Menchi)
Pies Excel który wygląda jak kot. Dziewczyna chciała go nawet zjeść, gdyż podczas pracy na budowie od rana nic nie jadła, ale postanowiła zatrzymać Menchi'ego jako zapas zywności na czarną godzinę. Od tamtej pory Menchi próbuje za wszelką cenę wydostać się z jej domu. Gdy Excel wraz z Menchim zostali porwani przez komandosów, Excel wrzucili do celi, a Menchi'ego zatrzymali i dali mu na imię Micky.
Pedro (ペドロ Pedoro)
Pedro pochodzi z Brazylii, ginie już w pierwszym odcinku, w pożarze na budowie. Bardzo kocha swojego synka i swoją żonę, jednak ta od razu znajduje sobie nowego ukochanego. Pedro jest załamany z tego powodu, więc zaraz po powrocie na swoją rodzinną farmę (już jako duch), ucieka z niej.
Nabeshin (ナベシン Nabeshin)
Pojawia się w każdym odcinku. W przeszłości był przestępcą, miał też ukochaną o imieniu Tetsuko.
Toru Watanabe (渡辺通 Watanabe Tōru)
Miał dość swoich współlokatorów, więc się od nich wyprowadził. Od pierwszego wejrzenia zakochał się w Hyatt.
Iwata
Wieczny luzak, niczym się nie przejmuje.
Daimaru Sumiyoshi (住吉大丸 Sumiyoshi Daimaru)
Grubas, mówi tylko napisami.
Stworki Puciu-Puciu (プチュウ Puchū)
Pochodzą z Marsa i jedyne co umieją mówić to „puciu”. Na pierwszy rzut oka wyglądają bardzo słodko, ale po mocnym uderzeniu, nie są już takie słodkie.